# Carlo Sganzini
Carlo Sganzini (* 19. Juni 1881 in Vira (Gambarogno); † 14. Februar 1948 in Bern) war ein Schweizer Psychologe.
Sganzini wuchs in Vira als Sohn des Zollbeamten Giovanni und der Maria Margherita geborene Tappa auf. Nach dem Besuch der Handelsschule Bellinzona studierte er 1903 an der Handelshochschule der Universität Leipzig, wo er 1903 die Handelslehrerprüfung ablegte. Von 1904 bis 1905 unterrichtete er an der kantonalen Verkehrsschule und von 1905 bis 1910 an der städtischen Handelsakademie St. Gallen. In den Jahren 1910 bis 1913 widmete er sich dem Studium der Philosophie, Psychologie und Mathematik an den Universitäten Bern und München.
1913 promovierte Sganzini an der Universität Bern (Dr. phil.) mit einer Arbeit über «Mengen und Mächtigkeiten eine erkenntniskritische Studie». Er war Schüler von Richard Herbertz. 1915 wurde er Privatdozent für Philosophie und Psychologie. Von 1916 bis 1922 leitete er das Lehrerseminar in Locarno.
1923 löste er Paul Häberlin als ordentlicher Professor für Philosophie unter besonderer Berücksichtigung der Psychologie und Pädagogik an der Universität Bern ab. 1927/28 sowie 1940/41 war er Dekan und von 1941 bis 1942 Rektor. 1946 wurde er emeritiert.
Seine wissenschaftliche Arbeit galt philosophisch-pädagogischen Fragen. Sein Lebenswerk, eine "Theorie der fundamentalen Strukturen", blieb fragmentarisch.
1920 heiratete er Angiolina, die Tochter des Ernesto Somazzi. Ihr Sohn ist der Anwalt und UIAA-Präsident Carlo Sganzini.

## Schriften
- Mengen und Mächtigkeiten, eine erkenntniskritische Studie. Dissertation. Bern, 1913
- Die Fortschritte der Völkerpsychologie von Lazarus bis Wundt. Neue Berner Abhandlungen zur Philosophie und ihrer Geschichte, Zweites Heft. Verlag A. Francke, Bern 1913.
- Giovanni Enrico Pestalozzi. Vita opera pensiero e significato presente della sua figura spirituale. Verlag Grassi, Bellinzona 1927
- mit Harry Maync: Reden gehalten an der Gedächtnisfeier der Universität Bern anlässlich der 100. Wiederkehr von Pestalozzis Todestag. Der Einheitsgrund der Pestalozzischen Erziehungsideen. Verlag Haupt, Bern 1927
- Pestalozzis Stellung zur Schule und ihre Wandlungen. Verlag H.R. Sauerländer, Aarau 1928
- Was heisst denken? Verhaltenstheoretische Analyse des Denkprozesses. Haupt, Bern & Leipzig 1939.
- Festgabe für Herrn Professor Dr. Richard Herbertz zur Feier seines sechzigsten Geburtstages. Benteli Verlag, Bern 1940
- Massastab und Wirklichkeit. In: Jahrbuch der Schweizerischen Philosophischen Gesellschaft. Band 1, Hans Ryffel und Gottfried Fankhauser (Hrsg.), Verlag für Recht und Gesellschaft, 1941
- Die Einheit der Wissenschaft. Rektoratsrede, gehalten an der 107. Stiftungsfeier d. Universität Bern am 22. Nov. 1941. Verlag Haupt, Bern und Leipzig 1941.
- Ursprung und Wirklichkeit. Ursprung und Wirklichkeit. Beiträge zur Philosophie, Psychologie und Pädagogik, Verlag Paul Haupt, Bern 1951
- Philosophie und Pädagogik. Prolegomena zu einer Theorie der fundamentalen Strukturen. Verlag Paul Haupt Bern-Leipzig.